# Britta Höper
Britta Höper (* 1969 in Lübeck) ist eine deutsche Hörspiel- und Drehbuchautorin.

## Leben
Höper studierte von 1998 bis 2000 an der Universität Hamburg Film im Fachbereich Drehbuch. Sie ist freie Mitarbeiterin bei Musikzeitschriften, arbeitete als Regieassistentin bei Theaterprojekten, realisierte eigene Kurzfilme und schrieb Drehbücher u. a. zu den Kurzfilmem Smirn & Gratze und Hort der Vampire. Ihr Hörspiel Der König des westlichen Schwungs nach einer Idee und mit der Musik von Ulrich Bassenge über den Western-Swing-Musiker Spade Cooley wurde im April 2004 Hörspiel des Monats und im gleichen Jahr bei Intermedium records auf zwei CDs veröffentlicht. Neben diesem produzierte der Bayerische Rundfunk auch ihre Hörspiele Störung (2002) und Kant und Laib (2005).

## Hörspiele
- 2002: Störung – Komposition und Regie: Ulrich Bassenge (Original-Hörspiel, Kurzhörspiel – BR)
- 2004: Der König des westlichen Schwungs. Nach einer Idee von Ulrich Bassenge – Regie: Leonhard Koppelmann (Originalhörspiel – BR)
  - Auszeichnung: Hörspiel des Monats April 2004
- 2005: Kant und Laib. Warten für Anfänger (Teil 1–10) – Regie: Annegret Arnold (Originalhörspiel, Kurzhörspiel – BR)

(Die einzelnen Teile: Der Glücksbringer – Im falschen Film – Gewisse Regeln – Amok – Deutsches Brot oder: Die Intelligenz der Arbeiterklasse – Es fügt sich vor San Remo – Die Bezwingung des Waschbären – Public Listening Service – Das Zeichen der Zimmerleute – Erfolgreich nichts erreicht)